# Bathmium trifoliatum
Bathmium trifoliatum là một loài thực vật có mạch trong họ Dryopteridaceae. Loài này được (L.) Link miêu tả khoa học đầu tiên năm 1841.